# William Van Dijck
William Van Dijck (Lovanio, 7 settembre 1965) è un ex siepista belga.

## Palmarès
| Anno | Manifestazione  | Sede        | Evento       | Risultato  | Prestazione | Note |
| ---- | --------------- | ----------- | ------------ | ---------- | ----------- | ---- |
| 1983 | Mondiali        | Helsinki    | 3000 m siepi | semifinale | 8'39"01     |      |
| 1984 | Giochi olimpici | Los Angeles | 3000 m siepi | semifinale | 8'23"08     |      |
| 1986 | Europei         | Stoccarda   | 3000 m siepi | 5º         | 8'20"19     |      |
| 1987 | Mondiali        | Roma        | 3000 m siepi | Bronzo     | 8'12"18     |      |
| 1988 | Giochi olimpici | Seul        | 3000 m siepi | 5º         | 8'13"99     |      |
| 1990 | Europei         | Spalato     | 3000 m siepi | 5º         | 8'21"71     |      |
| 1991 | Mondiali        | Tokyo       | 3000 m siepi | 9º         | 8'30"46     |      |
| 1992 | Giochi olimpici | Barcellona  | 3000 m siepi | 9º         | 8'22"51     |      |
| 1994 | Europei         | Helsinki    | 3000 m siepi | Bronzo     | 8'24"86     |      |

## Altre manifestazioni internazionali

### World Cup
- 1 medaglia:
  - 1 argento (L'Avana 1992 nei 3000 m siepi)

## Onorificenze
- Gouden Spike (1992)